# 820
| [ Edytuj tabelę ]          |                                                           |
| Hrabia Aragonii            | - 809 Aznar I 839                                         |
| Król Asturii               | - 791 Alfons II 842                                       |
| Hrabia Barcelony           | - 801 Berà 820 - 820 Rampó 826                            |
| Cesarz Bizancjum           | - 813 Leon V Armeńczyk 820 - 820 Michał II Amoryjczyk 829 |
| Chan Bułgarii              | - 814 Omurtag 831                                         |
| Cesarz Chin                | - 806 Tang Xianzong 820                                   |
| Król Franków wschodnich    | - 814 Ludwik I Pobożny 840                                |
| Cesarz Japonii             | - 809 Saga 823                                            |
| Władca Jutlandii           | - 812 Harald Klak 827                                     |
| Kalif                      | - 813 Al-Mamun 833                                        |
| Król Khmerów               | - 802 Dżajawarman II 850                                  |
| Patriarcha Konstantynopola | - 815 Teodot I Kassiteras 821                             |
| Król Mercji                | - 796 Cenwulf 821                                         |
| Król Nortumbrii            | - 808 Eanred 840                                          |
| Książę Obodrzyców          | - 819 Czedróg 826                                         |
| Papież                     | - 817 Paschalis I 824                                     |
| Cesarz rzymski             | - 814 Ludwik I Pobożny 840 - 817 Lotar I 855              |
| Doża Wenecji               | - 809 Angelo Partecipazio 827                             |
| Książę wielkomorawski      | - 820 Mojmir I 846                                        |

Rok 820 / DCCCXX
stulecia: VIII wiek ~
IX wiek ~
X wiek

lata: 810 «
815 «
816 «
817 «
818 «
819 «
820
» 821
» 822
» 823
» 824
» 825
» 830

## Wydarzenia
- 25 grudnia – koniec panowania dynastii izauryjskiej. cesarz bizantyński Leon V Armeńczyk został obalony i zamordowany. Jego miejsce zajął Michał II Amoryjczyk.

## Zmarli
- 25 grudnia został zamordowany cesarz bizantyński, Leon V Armeńczyk